# デリゾール
座標: 北緯35度20分 東経40度9分 / 北緯35.333度 東経40.150度
デリゾール（デイルアッズール、ダイルアッザウル、ディレゾール、デイル・エ・ゾール、ローマ字表記：Deir ez Zor、Dayr az-Zawr、Deir al-Zur、アラビア語: دير الزور、アルメニア語： Տէր Զօր、Der Zor、デル・ゾール）は、シリア（シリア・アラブ共和国）北東部の都市で、デリゾール県の県都。デイルはアラビア語で修道院を、ゾールは川辺の茂みを意味しており、古代にメソポタミア一帯に多く設置されたキリスト教の修道院がここにも置かれていた。

## 地理
ユーフラテス川中流域の南岸（右岸）に位置し、ラッカより下流にあたる。デリゾールはダマスカスからパルミラを通りハサカに至る南北の街道と、東西に流れるユーフラテス川が交差する位置にある。ジャズィーラ地方の主要都市の一つで空港があり、アレッポとトルコ国境に近いカーミシュリーを結ぶ鉄道が通り、トルコ東部やイラク北部にも近い交通の要所。人口は133,000人（1994年の推計）で、シリア第7位の都市。

## 経済
一帯は豊かな農業地帯で、畜産や穀物栽培、綿花栽培が盛んである。鉱業では、岩塩採掘のほか、シリア砂漠で軽質原油が発見されて以来、デリゾールはシリアの石油採掘産業の中心になっている。また近郊にはドゥラ・エウロポスやマリなどの遺跡や観光地もあり、川岸にはホテルやレストランが建つ。デリゾールの名所は、1930年にフランス人が作ったユーフラテス川を渡る吊り橋（アラビア語:الجسر المعلق ）である。

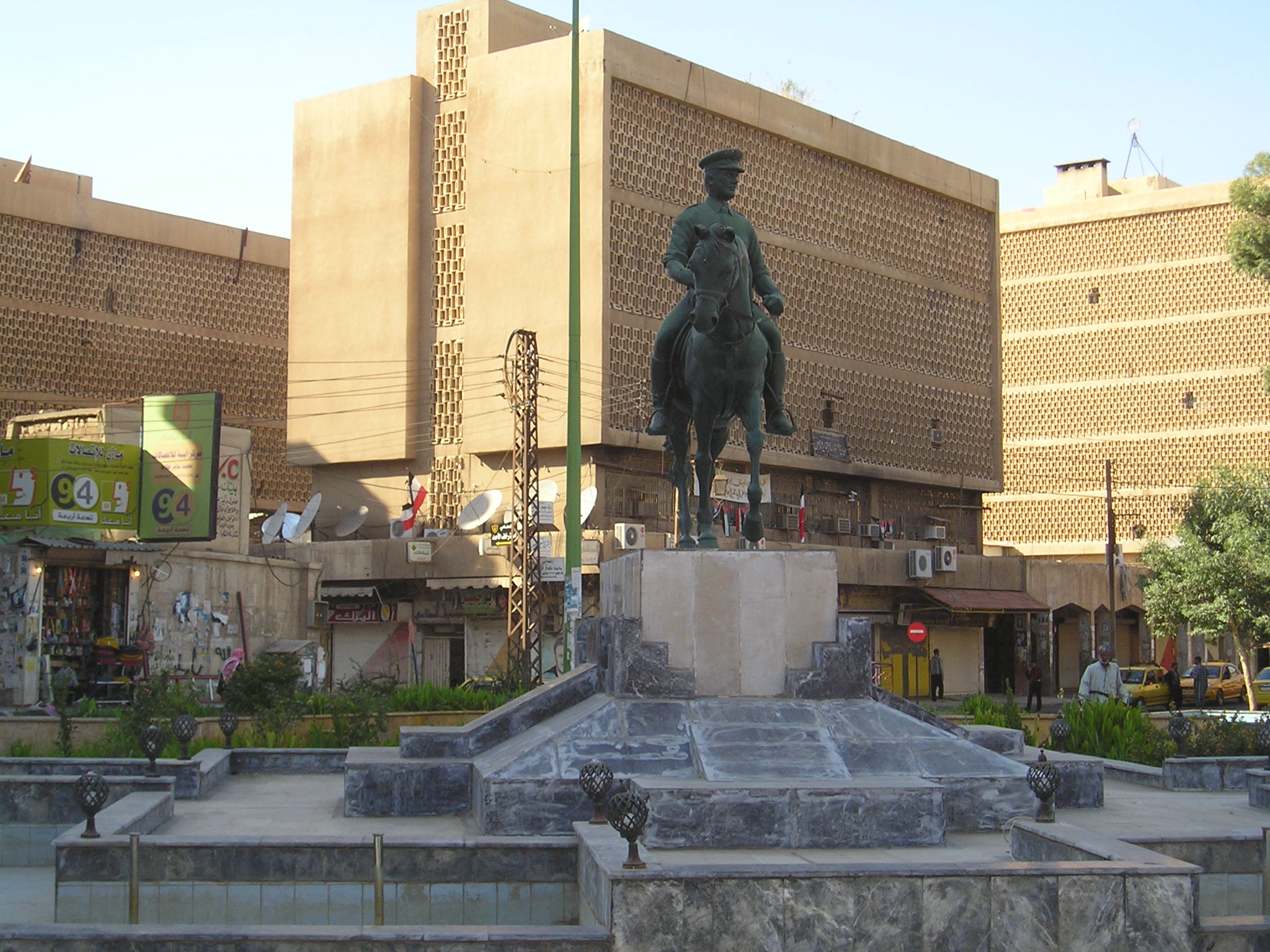
市内中心の3月8日広場

## 教育機関
デリゾールには県立の博物館と大きなアラブ文化センターがある。新設されたアル=フラート大学（Al-Furat University）はデリゾールに農学部、理学部、人文学部、教育学部、法学部、石油化学工学部、薬学部を置き、他の学部が郊外に広がる。また専門学校や技術学校なども立地する。

## 歴史

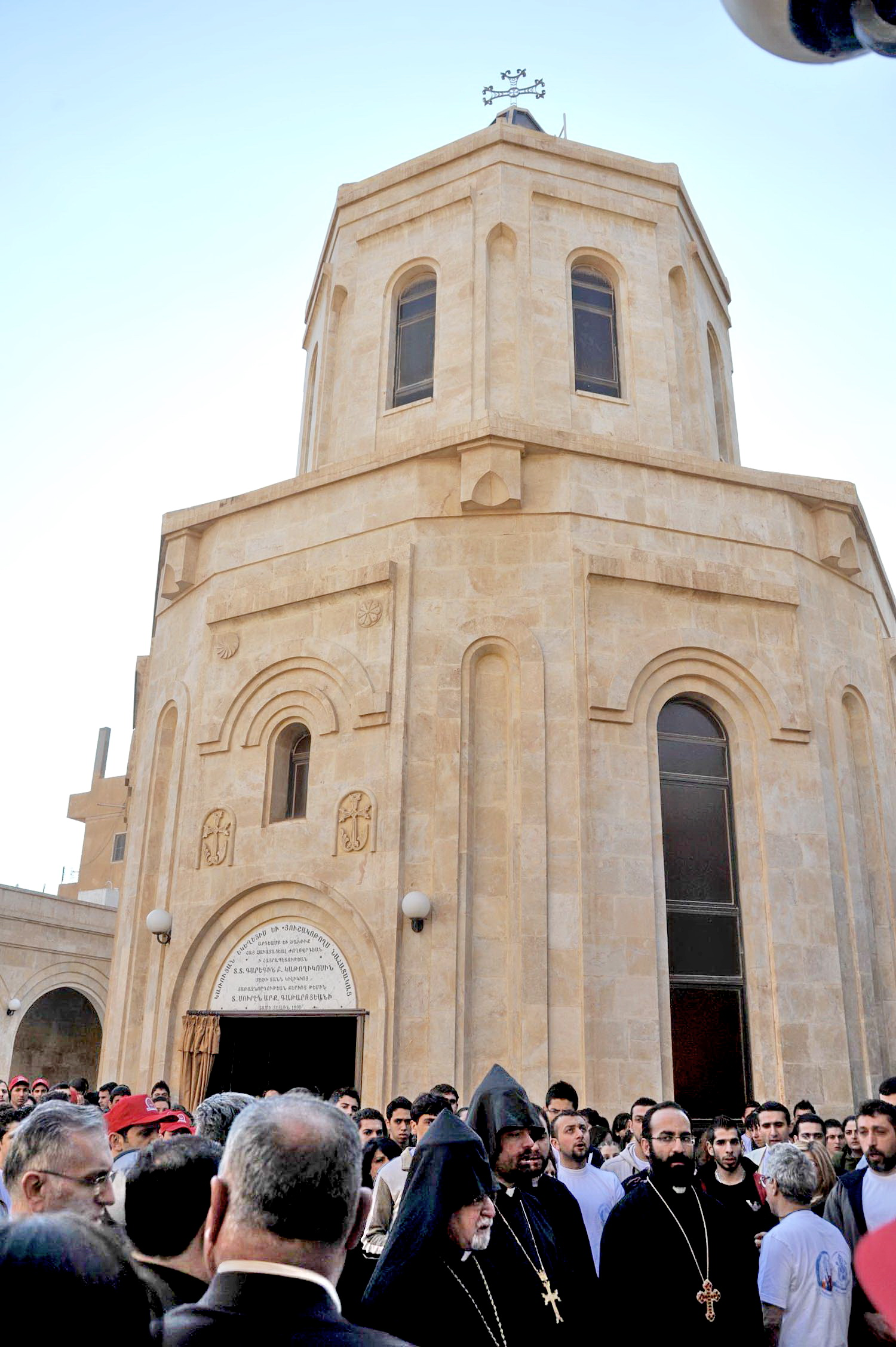
2014年に爆破された、アルメニア人虐殺を祈念する教会

デリゾールはドゥラ・エウロポスの都市遺跡から北西へ85km、マリ王国の遺跡から北西へ120kmの位置にあり、これらユーフラテス川沿いの遺跡からは上流にある。マリはシュメールやアムル人の時代に栄えた都市国家であり、ドゥラ・エウロポスはセレウコス朝からローマ帝国にかけての時代にペルシャやインドとの交易で栄えた都市であった。この地域は3世紀後半、パルミラ帝国の女王ゼノビアによって征服され、その王国の一部となっていた。またサーサーン朝などによる征服や争奪で荒廃し、モンゴル帝国による中東侵略で完全に滅び去った。
近代に入り、オスマン帝国は1857年にバグダード州（Vilayet of Baghdad）からゾール県（Sanjak of Zor）を分離し、1867年にデリゾールの街を建設した。1915年にはオスマン帝国の内務大臣タラート・パシャらがロシア帝国国境に近い東部アナトリアの膨大な数のアルメニア人住民を南のシリア方面に追放する決定を下し、砂漠をデリゾールへと向かう死の行進の途中に多数が死んだとされる（アルメニア人虐殺問題）。これを記念し1990年にはアルメニア人犠牲者の祈念碑がデリゾールに建立された。
第一次世界大戦後、オスマン帝国が崩壊すると1921年にフランスがデリゾールを占領して大きな駐屯地を置いた。1941年4月、イラク王国の枢軸国寄りのイラク・クーデター政権が出来たが、5月にはイギリス軍がイラク戦役で制圧し、6月からシリアやレバノンのヴィシー政権側フランス軍の制圧を開始し（シリア・レバノン戦役）、デリゾールは両軍の戦場となった。以後は自由フランスがこの地を管理していたが、1946年に独立国シリアのデリゾール県となった。
2011年以降のシリア内戦では、アサド政権とシリア北東部で勢力を拡大したISIL（イスラム国）との間でデリゾールを巡る攻防が繰り返された（デリゾール包囲戦）。2017年9月5日には、シリア政府軍がデリゾールの西側からISILの包囲網を破り市内に侵攻したほか、同月9日にはシリア民主軍がデリゾールに進軍を始め、ISILの封じ込めが本格化した。同年11月3日、シリア国営放送は、シリア政府軍が市内を完全制圧したと発表した。

## 出身人物
- オマル・アッ＝ソーマ - サッカー選手。
- イサーム・ザフルッディーン - シリアの軍人。ISILからデリゾールを守り抜いた